# 李连义
李连义（1939年3月1日—2005年），男，汉族，中国河北保定人。一级演员。1950年考入中国戏曲学院舞蹈系，毕业後分到辽宁青年艺术剧团当临时演员，后转入北京军区空政文工团当特技演员，1984年正式调入北京电影制片厂。

## 作品
- 《跳动的火焰》（饰工头魏林）
- 《小歌星》（饰葛裁缝）
- 《吉它回旋曲》（饰治保主任）
- 《仗义小伙》（饰费务本）
- 《超速》（饰小胡子）
- 《北京，你早》（饰大鼻子）
- 《蓝天剑》
- 《黄梁梦》
- 《雾中思考》
- 《旺福望富》
- 《湖南暴动》
- 《圈内圈外》
- 《紫禁城奇恋》
- 《慰安妇七十四分队》
- 《叱咤香洲叶剑英》
- 《男人也难》
- 《官场大先生》（饰顾秉谦）
- 《西游记》（饰堂倌）
- 《东周列国春秋篇》（饰孙叔敖）
- 《水浒传》（饰刘高）
- 《九岁县太爷》（饰管家）
- 《歡喜遊龍》（飾瘸腳李）